# 昭关
昭关位于安徽省含山县城以北7.5公里处。东有马山，西有城山，整个山脉呈东西走向，连绵几十里，地势极为险要，《春秋》记载古时山周为湖泽大江，唯有昭关一途可越。春秋时期此关为吴国、楚国的交界处，因险要而有“雄踞吴楚”之名。北为楚，南为吴。曾经有著名的历史事件：伍子胥过昭关，一夜白头得以过关。此为成语蒙混过关典故。
昭关年久失修，渐渐损毁，仅有地上有马车痕的石板留存，后在文化大革命时期遭到彻底毁坏，现仅存一块较好完整的石板。昭关曾是含山县北部唯一通道，后在昭关旁开通公路，1993年重建昭关，以古昭关遗址之名列入安徽省重点文物保护单位。